# Токтогул (село)
Токтогул (кирг. Токтогул) — село в Узгенском районе Ошской области Кыргызстана. Входит в состав Заргерского аильного округа. Код СОАТЕ — 41706  255 822 08 0

## Население
По данным переписи 2023 года, в селе проживало 1 540 человек.